# Ibis kasztanowaty
Ibis kasztanowaty (Plegadis falcinellus) – gatunek dużego ptaka brodzącego z rodziny ibisów (Threskiornithidae).

## Systematyka
Gatunek monotypowy. Blisko spokrewniony z ibisem amerykańskim (P. chihi), który był dawniej uznawany za jego podgatunek.

## Występowanie
To gatunek południowy występujący na prawie wszystkich kontynentach, oprócz Antarktydy. Zamieszkuje wyspowo południową i południowo-wschodnią Europę, Bliski Wschód, Azję Środkową, Południową i Południowo-Wschodnią, Nową Gwineę, Australię, Afrykę (w tym Madagaskar), wschodnią Amerykę Północną i Amerykę Środkową oraz północną część Ameryki Południowej. Zimowiska eurazjatyckich populacji ibisa znajdują się głównie na południe od Sahary (choć pojedyncze osobniki zimują nad Morzem Śródziemnym) oraz w Indiach.
Do Polski zalatuje sporadycznie. Do 2021 roku odnotowano około 85 stwierdzeń, łącznie obserwowano około 108 osobników. Ibisy spotykano od końca marca do listopada. Zwykle napotykano pojedyncze osobniki, rzadziej bardziej liczne grupki, najwięcej 10 ptaków. Dochodziło do tego na stawach rybnych i zbiornikach zaporowych, przeważnie w południowej Polsce.
Jedynym krajem Europy Środkowej, gdzie jest to ptak lęgowy (nieliczny), są Węgry.

## Morfologia
Wymiary średnie

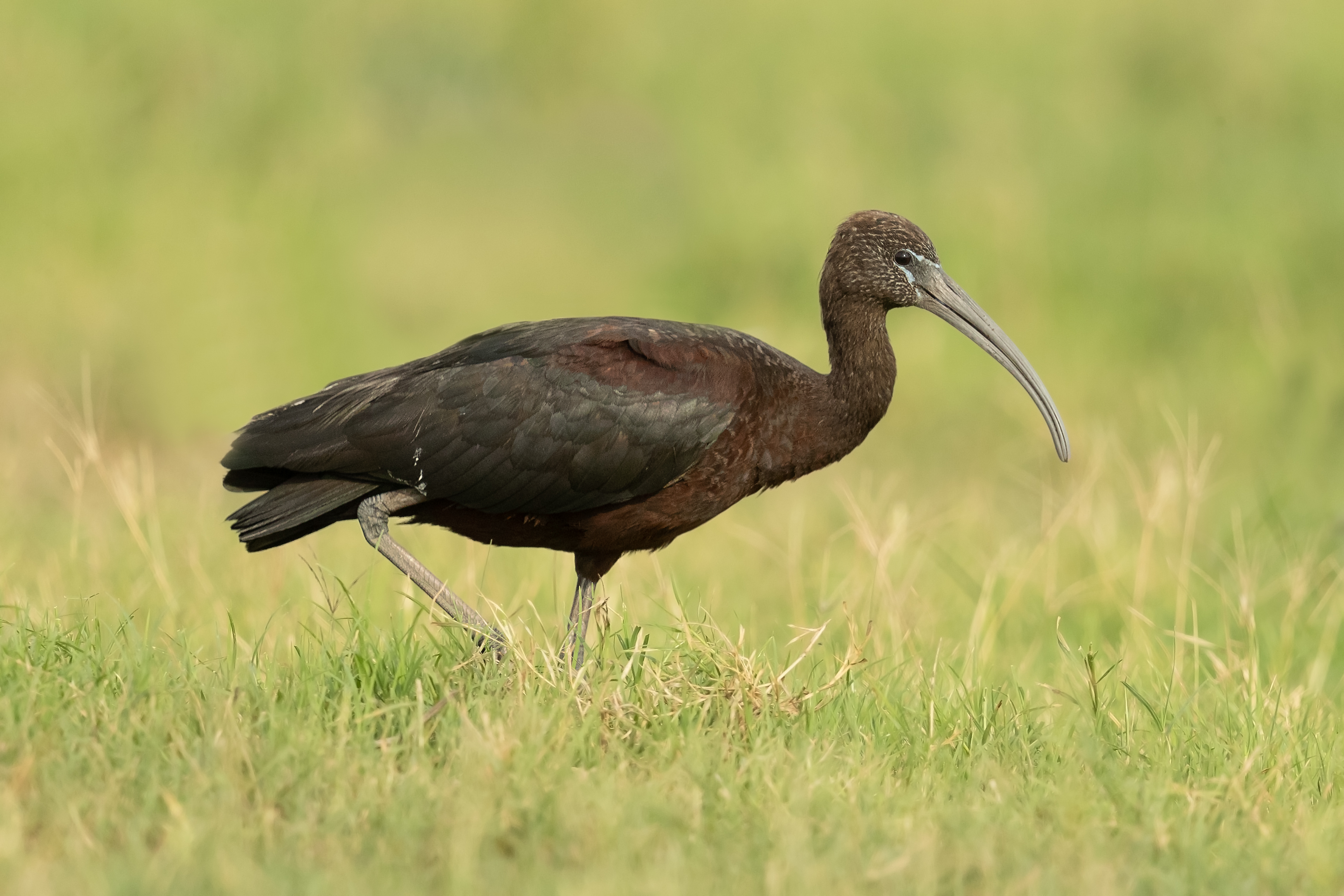
Szata spoczynkowa

- długość ciała ok. 55–65 cm[9]
- rozpiętość skrzydeł ok. 80–95 cm[9]
- masa ok. 530–770 g

Wygląd
Upierzenie brązowoczarne z purpurowym, metalicznym połyskiem na skrzydłach w szacie godowej. Lotki ciemniejsze, z zielonkawym połyskiem, nogi i dziób ciemne. Dziób zgięty ku dołowi. Na kantarku widać nagi fragment skóry o ciemnoniebieskiej barwie. Wokół niego znajdują się (zarówno od dołu, jak i od góry) białe paski. Szata spoczynkowa u ibisa przybiera ciemniejszy odcień brązu, a głowa i cienka szyja są drobno kreskowane na biało. Kantar pozostaje jednak jednolicie ciemny. Młode bez połysku, bardziej brązowe. Z daleka przypomina kulika wielkiego – pod względem długiego i zakrzywionego dzioba. Różni się jednak proporcjonalnie dłuższą szyją i nogami oraz jednolicie ciemnym ubarwieniem. Jest niewiele mniejszy od czapli siwej. W locie nogi wystają daleko poza ogon.

## Biotop
Zasiedla tereny podmokłe i zalewowe – bagna, trzcinowiska, mokradła słodkowodne, mokradła słone, brzegi rzek, delty, płytkie, obficie porośnięte zbiorniki, jak jeziora zarówno słodkie jak i słone, laguny i zarośla mangrowe. Areał lęgowy charakteryzuje się silnym rozczłonkowaniem – ulokowane przy brzegach jezior i rzek. Po okresie lęgowym prowadzi koczowniczy tryb życia.

## Okres lęgowy
Gniazdo

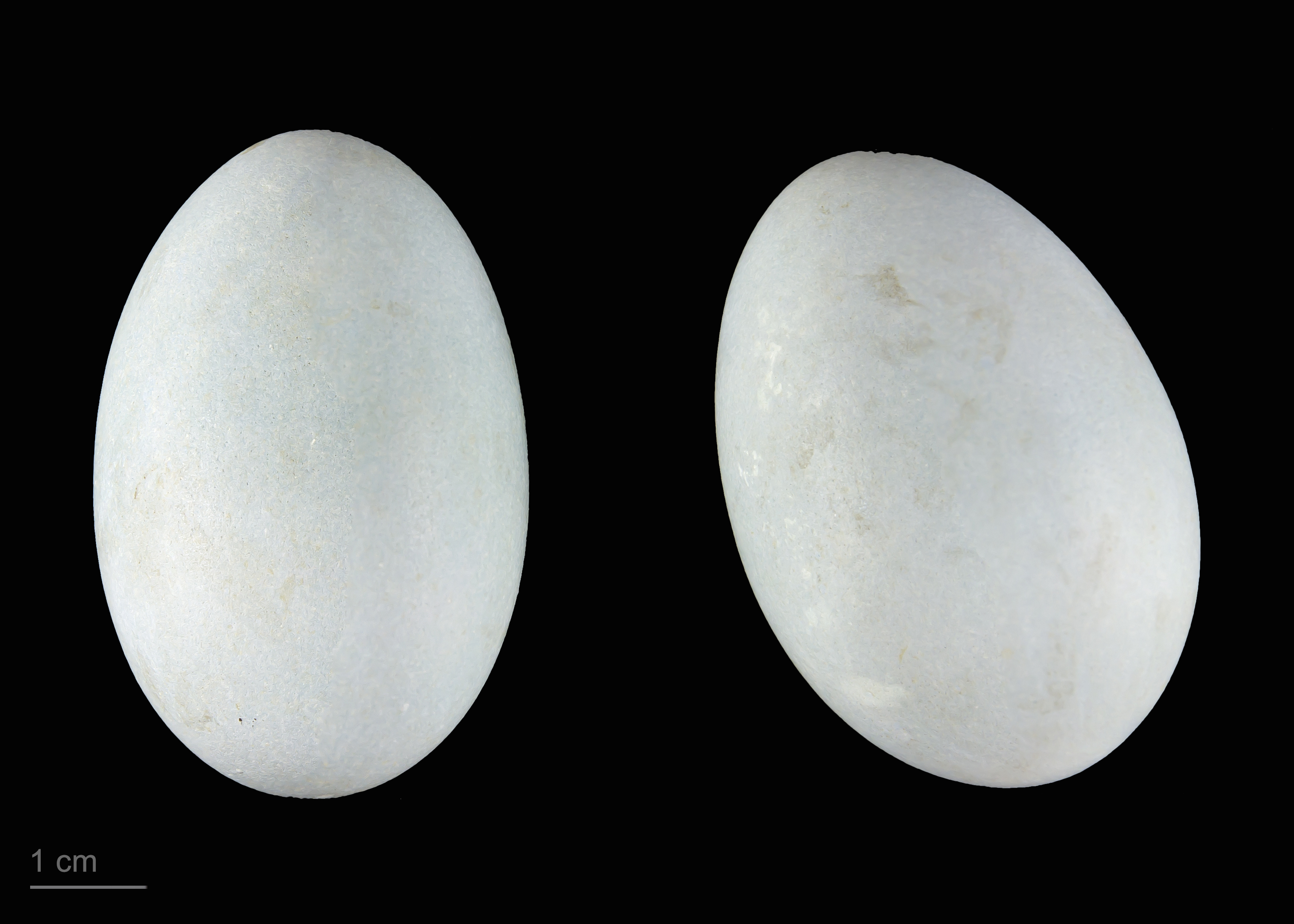
Jaja z kolekcji muzealnej

Gniazdo buduje na drzewie, krzewie na łące lub w gęstych trzcinach. Tworzy kolonie, zakładając gniazda tak blisko siebie, że często się zlewają w jedną platformę. Nie są one często jednogatunkowe, bo nierzadko lęgną się wraz z czaplami, warzęchami lub kormoranami małymi.
Jaja, wysiadywanie
W ciągu roku wyprowadza jeden lęg, składając w różnorodnych porach roku (zależy od regionu, w Europie w marcu – maju) 3–4 niebieskozielone jaja o długości 52 mm. Jaja wysiadywane są przez okres 20–23 dni przez obydwoje rodziców.
Pisklęta
W karmieniu młodych również pomaga matce jej partner. Potomstwo w wieku 4 tygodni potrafi już latać, choć jeszcze przez 3 tygodnie porusza się w okolicy gniazda. Potem młode odlatują.

## Pożywienie

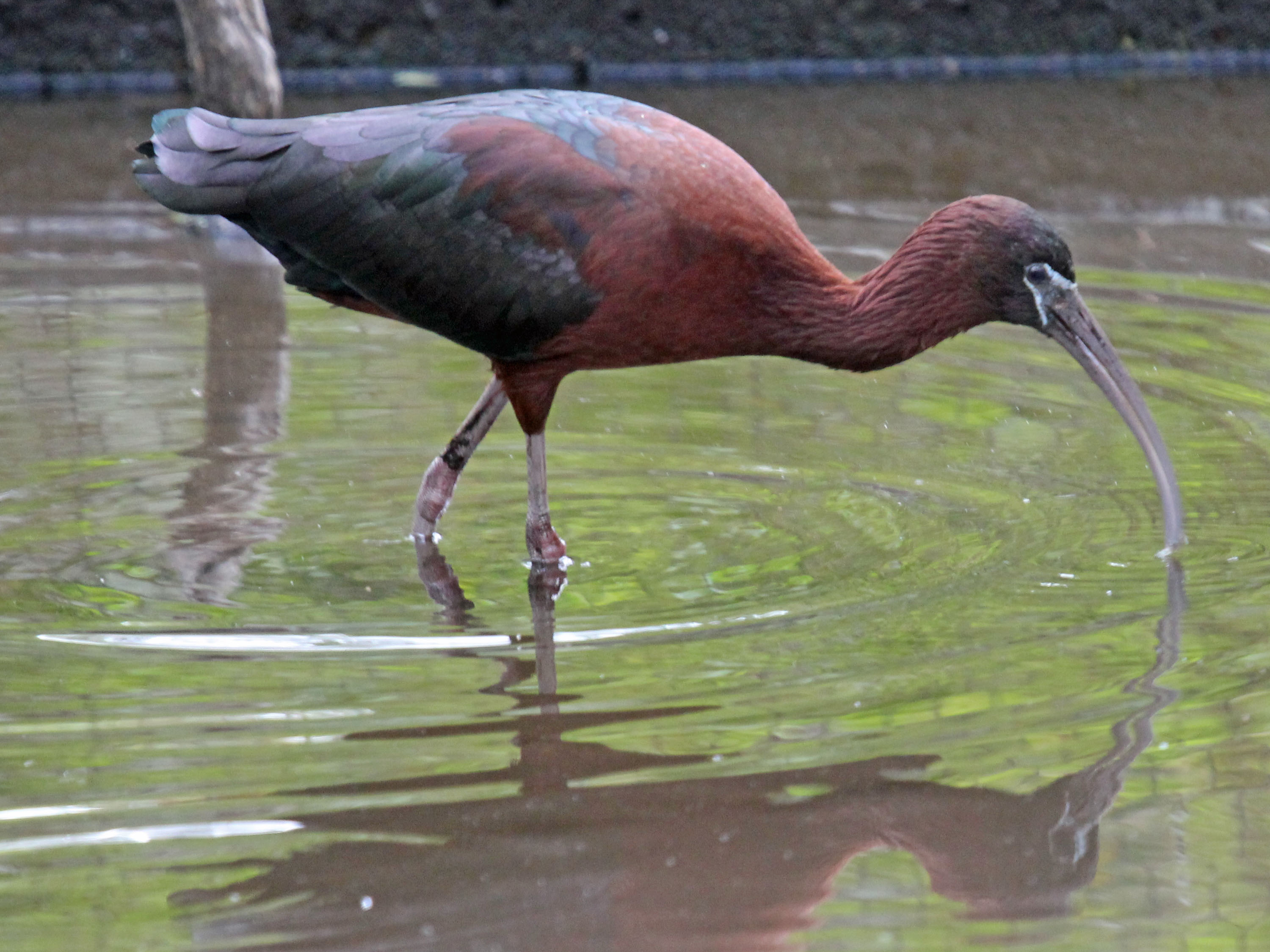
Ibisy kasztanowate żerują na płytkich fragmentach stawów, jezior lub delt rzek

Żywią się bezkręgowcami, takimi jak owady i ich larwy, mięczaki, robaki i raki. Sporadycznie chwytają też małe kręgowce – drobne ryby, płazy i gady. Żerowiska znajdują się zwykle na niewielkich stawach w strefach płytkiej wody, jak też na zalanych łąkach.

## Status i ochrona
IUCN uznaje ibisa kasztanowatego za gatunek najmniejszej troski (LC – Least Concern) nieprzerwanie od 1988 roku. Liczebność światowej populacji, według szacunków organizacji Wetlands International z 2015 roku, mieści się w przedziale 0,23–2,22 milionów osobników. Globalny trend liczebności uznawany jest za spadkowy, choć niektóre populacje są stabilne.
W Polsce podlega ścisłej ochronie gatunkowej.